# Sharon Corrales Rodríguez
Sharon Nicole Corrales Rodríguez (Pérez Zeledón, Costa Rica, 31 de octubre de 2002) es una futbolista costarricense que juega en la posición de guardameta en el A.S.D. Matera Women de la Serie C Femenil de Italia.

## Trayectoria

### Codea LDA
Con 16 años, debuta profesionalmente el 2 de junio de 2019 con Codea LDA, con victoria ante Liberia de 9 a 1 a favor de Codea. 

### A. D. Carmelita
Llegando a préstamo el 11 de febrero de 2020, A.D Carmelita, oficializó la llegada de Sharon Corrales para la Segunda División.Debido a la pandemia producto del COVID-19, el campeonato de Apertura 2020 se cancela, y no logró debutar.

### L. D. Alajuelense
Llega como agente libre el 15 de enero de 2021 firmando contrato por un año del cual cumple solo 6 meses en el club. En ese tiempo queda campeona nacional con LDA en torneo de apertura de liga de Costa Rica.

### Atlético Chiriquí
El 24 de agosto de 2021, el Atlético Chiriquí hace oficial su llegada, donde se convierte en la arquera menos batida de Primera División de Panamá, con 4 anotaciones en 8 partidos, además fue designada como portera del XI Ideal de la LFF Panameña.

### América de Cali
El 18 de enero de 2022, el club América de Cali confirmó en sus redes sociales el fichaje de Sharon Corrales. El 5 de junio el América de Cali jugó la final de la Liga Profesional Femenina de Fútbol de Colombia contra el Deportivo Cali Femenino, Sharon Corrales se mantuvo en la banca de suplencia, el encuentro finalizó con el marcador 3-1 a favor del América de Cali coronándose campeonas de la Primera División de Colombia.

### Club Llaneros
El 4 de marzo de 2023 se oficializó su llegada en su segunda travesía por Colombia con el Club Llaneros.

### A.S.D. Matera Women
El 11 de abril de 2024, se oficializó su fichaje al A.S.D. Matera Women.Hizo su debut con el club el 14 de abril de 2024 con victoria ante el Villaricca Calcio W con marcador de 3 a 1.

## Clubes
| Club                | País       | Año           |
| ------------------- | ---------- | ------------- |
| Codea LDA           | Costa Rica | 2019          |
| A.D Carmelita       | Costa Rica | 2020          |
| L.D Alajuelense     | Costa Rica | 2021          |
| Atlético Chiriquí   | Panamá     | 2021          |
| América de Cali     | Colombia   | 2022          |
| Club Llaneros       | Colombia   | 2023          |
| A.S.D. Matera Women | Italia     | 2024-presente |

## Palmarés

### Títulos nacionales
| Título                         | Club              | País       | Año  |
| ------------------------------ | ----------------- | ---------- | ---- |
| Primera División de Costa Rica | L. D. Alajuelense | Costa Rica | 2021 |
| Primera División de Colombia   | América de Cali   | Colombia   | 2022 |

### Distinciones individuales
| Distinción                                        | Año  |
| ------------------------------------------------- | ---- |
| Mejor guardameta de la Primera División de Panamá | 2021 |